# エリック・ボリング
エリック・トーマス・ボリング（英語: Eric Thomas Bolling〈[ˈboʊlɪŋ]〉、1963年3月2日 - ）は、アメリカのテレビパーソナリティ、保守的な政治コメンテーター、作家、金融コメンテーター。テレビの金融問題に関するコメンテーターとして多くの役割を果たしてきたが、特にFOXニュースで有名である。フォックス・ビジネス・チャンネル『キャッシン・イン（Cashin' In）』とFOXニュースチャンネル『ザ・ファイブ』のホストを務めた後、2017年5月に『FOXニューススペシャリスツ』の共同ホストとして番組を離れた。ドナルド・トランプの率直な支持者で、「Wake Up America」（2016年）と「The Swamp: Washington's Murky Pool of Corruption and Cronyism and How Trump Can Drain It」（2017年）の2冊の書籍を出版している。
2017年9月、「ハフポスト」に掲載された記事で、ボリングが未承諾の猥褻な写真とテキストメッセージを3人の女性同僚に送信したことが報じられた後、ネットワークが独立した調査を行った後、ボリングはFOXニュースから追放された。ボリングはその主張を否定した。後にTheBlazeのテレビ番組『アメリカ』と、シンクレア・ブロードキャスト・グループが制作した『アメリカ・ディス・ウィーク』のホストを務め、日曜日朝のトーク番組としてそれぞれの放送局で放送された。
現在、2021年7月28日に初放送され、その後毎週東部標準時16:00から17:00まで放送されるニュースマックスTVで、1時間のテレビ番組『エリック・ボリング・ザ・バランス（Eric Bolling The Balance）』のホストを務めている。

## 幼少期
シカゴで生まれ、クイーン・オブ・オール・セインツ・バシリカの小学校とロヨラ・アカデミーの高校に通った。1984年にフロリダ州ウィンターパークのローリンズ・カレッジを卒業し、経済学の学士号を取得した。ローリンズ・カレッジ在学中は、野球をしていた。1984年にピッツバーグ・パイレーツにドラフト指名された。ボリングの野球のキャリアは、回旋腱板の引き裂かれた怪我によって短くなった。

## ウォール街でのキャリア
ボリングはウォール街の商品トレーダーだった。彼は5年間、ニューヨーク・マーカンタイル取引所の役員を務め、後に取引所の戦略顧問になった。

## 政治コメンテーターとしてのキャリア

### CNBC
ボリングは、 CNBCの『ファスト・マネー』にパネリストとして出演した数人のアナリストの1人だった。

### FOXニュース
2008年3月に金融アナリストとしてフォックス・ビジネス・ネットワークに入社した。同年、17:00の時間枠の市場解説番組『ハッピーアワー（Happy Hour）』の共同ホスト（コーディ・ウィラードとレベッカ・ダイアモンドに加わる）に指名された。フォックス・ビジネス・チャンネルの『フォロー・ザ・マネー・ウィズ・エリック・ボリング（Follow the Money with Eric Bolling）』のホストを務めた後、2013年にはシェリル・カソンに代わって同チャンネルの『キャッシン・イン（Cashin' In）』のホストになった。番組は土曜日に放送された。FOXニュースチャンネルの『ザ・ファイブ』の共同ホストも務めた。
2011年6月、フォックス・ビジネス・ネットワークでボリングは、ガボンの大統領アリー・ボンゴ・オンディンバとホワイトハウスで会うという当時の大統領バラク・オバマの決定を批判した。ボリングは、「誰が夕食に来ると思うか?独裁者である」と指摘した。また、数週間前にラッパーのコモンがホワイトハウスに登場することを許可したことでオバマを批判し、「彼がヒゾーズで愚痴を言ったのは初めてではない」と叫んだ。プログレッシブグループのメディア・マターズは、「コモンとガボンの大統領を『騒がしい』と呼ぶのは、派手な論評ではなく、あからさまな人種差別だ」とボリングを批判した。ボリングは最初にTwitterで自分自身を擁護し、後に、「私たちは言葉遣いが少し乱暴で、無礼だと解釈されたことを知っており、申し訳ない」と謝罪した。メディア・マターズはまた、ボリングがバラク・オバマに関する市民権陰謀論（「バーセリズム」）とセス・リッチ殺害に関する陰謀論をオンエアで宣伝したこと、2011年のマペット映画で「リベラルなハリウッドは階級闘争を使って子供たちを洗脳した」という彼の主張と、2012年の「アメリカ国内の全てのテロリストはイスラム教徒だった」という彼の主張についてもボリングを批判した。
2017年、ボブ・ベッケルは、ボリングとロジャー・エイルズがレストランで彼にハイムリック法を行った後、彼の命を救ったと言った。
FOXにいる間、『ザ・オライリー・ファクター』や『フォックス・アンド・フレンズ』など、いくつかのFOXニュースのオピニオン番組でゲストホストを務めた。
2017年4月、ビル・オライリーの脱退に伴うプライムタイムのラインナップ変更の一環として、FOXは『ザ・ファイブ』が21:00の時間帯に移動すると発表した。『FOXニューススペシャリスツ』は、17:00の時間帯の『ザ・ファイブ』の代わりに制作され、キャサリン・ティンプとエボニ・ウィリアムズと共にボリングが共同ホストを務めた。同番組は2017年5月1日に初放送されたが、ボリングがネットワークを去った時に打ち切られた。

#### トランプの支持と政治的論評
ボリングは自身のコメントを「本当に右翼で筋金入りの保守的なコメント」と表現し、「これが私のブランドが個人的に目指しているものだと思う」と述べている。ボリングは率直で長年のドナルド・トランプ支持者であり、2015年の大統領選挙戦の開始以来、トランプを声高に支持してきた。トランプとボリングは、2016年の大統領選挙の約10年前に「アプレンティス」のセットで初めて会い、2人は共通の友人であるマーク・バーネットによって紹介され、その後緊密な関係を築いた。同年11月、トランプの当選後、就任前に、ボリングは、トランプによってアメリカ合衆国商務省の任命を検討され、翌月、ボリングは「次期政権と緊密な関係を持つことができて幸運だった」と述べた。2017年5月初旬に開始したFOXニュースでの自身の番組のホストへのボリングの昇進は、トランプ・ホワイトハウスの勝利と見なされた。ボリングはトランプに6回以上インタビューした。

#### セクシャルハラスメント疑惑と追放
2017年8月4日、「ハフポスト」は、数年前に別の機会に、ボリングが一方的な猥褻なテキストメッセージと写真をFOXニュースまたはフォックス・ビジネス・ネットワークの3人の女性同僚に送信したと報じた。また、女性従業員に対して「非常に不適切な」コメントをしたとして告発されている。同記事が公開された後、FOXニュースの元ゲストであるキャロライン・ヘルドマンは、ボリングが彼女に対して多くの望まない性的な誘いかけを遂げたと主張した。
ボリングは彼に対する申し立てを否定した。記事が掲載された翌日、調査が保留されているFOXニュースから停職され、同ネットワークは法律事務所ポール、ヴァイスに実施を依頼した。記事が公開されてから数日後、ボリングは「HuffPo」の記事を書いたフリーランスライターのヤシャー・アリに対して5,000万ドルを請求する召喚状と「名誉毀損訴訟を提起する意向の通知」をニューヨーク州裁判所に提出した。ボリングの召喚状は、彼が中傷的であると主張した陳述を特定しておらず、アリに対して実際の苦情を申し立てていなかった。アリと「HuffPo」は記事の正確性を支持した。アリの弁護士は、ボリングの弁護士への手紙の中で、ボリングは著名人であるため、「アリは徹底的な調査を行い、14の独立した情報源で彼の情報を検証した」ため、そして「真実は常に名誉毀損に対する防御である」ため、いかなる訴訟も取るに足らないものになると書いている。
2017年9月8日、息子の死去と同じ日に、FOXニュースから追放された。声明の中で、ネットワークは「エリック・ボリングとFOXは友好的に別れることに同意した」と述べた。彼の辞任の結果、『FOXニューススペシャリスツ』はネットワークによって打ち切られた。

### FOXの後のキャリア

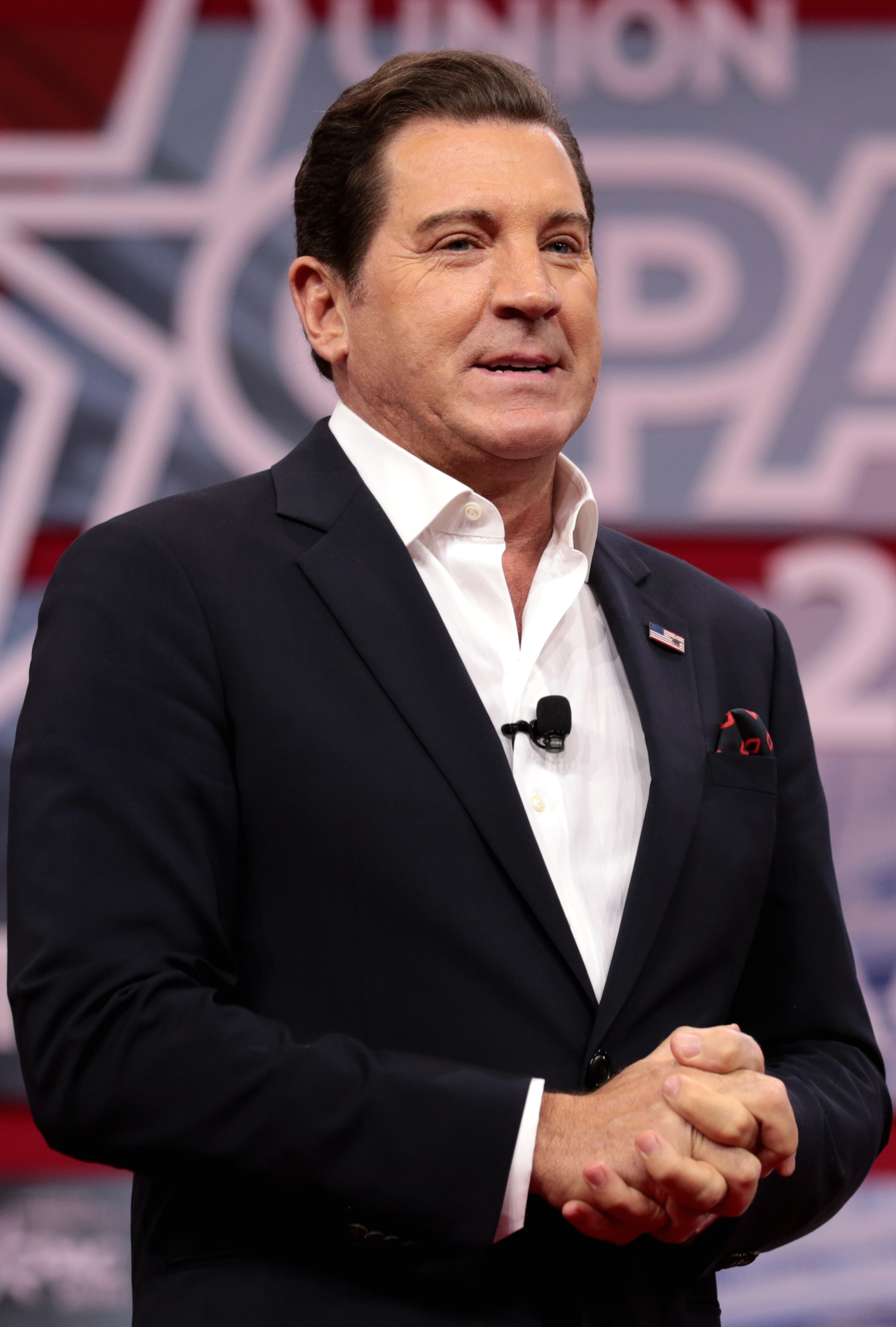
CPAC 2018でのボリング

#### ブレイズ・メディア
2018年夏にコンサバティブ・レビューのCRTVに参加した。CRTVは同年にTheBlazeと合併してブレイズ・メディアを形成した。2018年12月、2021年までブレイズ・メディアに留まる契約に署名した。ボリングは、TheBlazeでテレビ番組『アメリカ（America）』のホストを務めた。

#### シンクレア・ブロードキャスト・グループ
2019年にシンクレア・ブロードキャスト・グループが制作し、日曜日朝のトーク番組として各放送局で放送される『アメリカ・ディス・ウィーク（America This Week）』のホストを開始した。シンクレアで、ボリングは、郵便投票の信用を落とすトランプのキャンペーンを繰り返し宣伝し、郵便投票は詐欺になりやすいと根拠なく示唆した。
2020年、『アメリカ・ディス・ウィーク』のインタビューで、映像『プランデミック』に登場した信用を失った研究者であるジュディ・ミコヴィッツにインタビューを行った。この映像には、アメリカ政府の主任感染症科学者であるアンソニー・ファウチが新型コロナウイルス感染症（COVID-19）を「製造した」という示唆が含まれていた。このコーナーで、ボリングはミコヴィッツの弁護士で右翼陰謀論者のラリー・クレイマンにもインタビューした。インタビュー中、ミコヴィッツやクレイマンの主張に異議を唱える有意義な試みをしなかった。全米のシンクレア所有ローカル局で同コーナーを放映する計画が抗議を引き起こした後、シンクレアはコーナーを延期して「作り直し」、2日後に完全に削除した。ボリングは、ミコヴィッツの主張を支持しないと述べた。2021年1月、シンクレアは同番組の打ち切りを発表した。
シンクレアの番組が終了された後、元フットボール選手のブレット・ファーヴと共同ホストを務めるポッドキャストを立ち上げた。

### 議会出馬の検討
2017年6月、FOXとの契約が切れた後、共和党上院議員に立候補することを公に検討した。ボリングは、一部の共和党員は右翼が不十分であると意見を述べた。2021年初頭、2022年の議会出馬を検討し、サウスカロライナ州で下院議員のトム・ライス（2021年の合衆国議会議事堂襲撃事件での彼の役割についてトランプを弾劾することに投票した）または下院議員のナンシー・メイスのいずれかに対する共和党の主要な挑戦の可能性を調べた。

## 私生活
ボリングはフロリダ州ボカラトンに住んでいる。妻のエイドリアンとの間には息子のエリック・チェイス・ボリング（Eric Chase Bolling）がいて、2017年9月8日に偶発的な薬物の過剰摂取により19歳で亡くなった。

## 書籍
- Wake Up America: The Nine Virtues That Made Our Nation Great—and Why We Need Them More Than Ever (2016) ISBN 978-1250112507 - Bolling's first book.[51]
- The Swamp: Washington's Murky Pool of Corruption and Cronyism and How Trump Can Drain It (2017) ISBN 978-1250150189